# Global Organic Textile Standard
Il Global Organic Textile Standard (GOTS) è una certificazione senza scopo di lucro promossa dalle principali organizzazioni internazionali leader nell'agricoltura biologica, al fine di garantire uno sviluppo responsabile e sostenibile nel settore tessile. Il suo ampio riconoscimento internazionale consente a chi produce e vende prodotti tessili biologici di avere una certificazione accettata in tutti i principali mercati. GOTS prevede l'emissione di una dichiarazione ambientale certificata da terze parti, che certifica l’idoneità del processo di produzione e di confezionamento del prodotto, limitando l’utilizzo di prodotti chimici e rispettando i criteri ambientali in tutte le fasi della filiera produttiva. Le caratteristiche necessarie per ottenere il certificato sono:
- la presenza, nel prodotto finale, di almeno il 70% di fibre naturali da agricoltura biologica
- l'adozione di modelli e procedure conformi anche da parte di attività manifatturiere terze, non coinvolte direttamente nella realizzazione del prodotto finale
- l'utilizzo di prodotti chimici conformi ai requisiti richiesti.

Avere uno standard comune significa anche avere la possibilità di esportare i propri prodotti in tutti i principali mercati, dando così la possibilità al consumatore di poter scegliere.

## Storia
Il punto di partenza per lo sviluppo del Global Organic Textile Standard (GOTS) è stata la Conferenza Intercot 2002 a Düsseldorf in Germania, alla quale hanno partecipato i rappresentanti dei produttori di cotone biologico, dell'industria tessile, dei consumatori, delle organizzazioni standard e dei certificatori. Nella suddetta conferenza è stata discussa la necessità di una normativa per il tessile organico armonizzata a livello mondiale. 
All’epoca nel mercato dei tessuti biologici, considerato di nicchia, esistevano numerosi e diversi standard che rappresentavano un ostacolo allo scambio internazionale ed al riconoscimento dei tessuti stessi. 
In seguito alla conferenza è stato fondato il Gruppo di Lavoro Internazionale sullo Standard Tessile Biologico Globale, con l’obiettivo di lavorare costantemente per armonizzare i diversi standard e approcci, nonché per sviluppare una serie di standard globali.
Dal 2002 un certo numero di organizzazioni ed esperti hanno partecipato periodicamente a questo lavoro. Non tutte le organizzazioni standard che hanno partecipato al processo hanno firmato l’accordo, in quanto divergevano su tematiche considerate da costoro non negoziabili; il Gruppo di lavoro internazionale venne, dunque, costituito da quattro organizzazioni fondatrici: l’Associazione internazionale industria tessile naturale (IVN), la Japan Organic Cotton Association (JOCA), l’Associazione per il commercio biologico (OTA) e la Soil Association (SA). 
Dopo quattro anni di negoziati, nel 2006, venne istituito il "Global Organic Textile Standard” con il completamento della prima certificazione.
Nel febbraio 2008, durante un meeting a Biofach, l'International Working Group sviluppò, sotto la pressante richiesta del commercio al dettaglio, l’etichetta che dimostrava la propria conformità al GOTS riportando il logo sui capi biologici certificati; questa però venne presentata al pubblico per la prima volta solo nel giugno 2008, durante la conferenza tessile IFOAM a Modena. 
Sin dalla sua introduzione nel 2006, il GOTS ha ottenuto un riconoscimento universale, diventando lo standard principale per la trasformazione di prodotti tessili che utilizzano fibre organiche.
Con l’istituzione del GOTS sono progressivamente scomparsi dal mercato numerosi standard relativi al tessile organico ed utilizzati dagli organismi di certificazione come: 
- North American Fiber Standard - Organic Trade Association (USA)
- Guidelines ‘Naturtextil IVN Zertifiziert’ - International Association Natural Textile Industry (Germania)
- Standards for Processing and Manufacture of Organic Textiles - Soil Association (Regno Unito)
- Certification and Standards for Organic Cotton Products - Japan Organic Cotton Association (Giappone)
- EKO Sustainable Textile Standard - Control Union
- Certifications (in precedenza Skal International, Paesi Bassi)
- Standards for Organic Textiles - Ecocert (Francia)
- Organic Textile Standard - ICEA (Italia)
- Standards for Organic Textiles - ETKO (Turchia)
- Organic Fiber Standards - Oregon Tilth (USA)
- Standards for Processing of Organic Textile Products - OIA (Argentina).[1]

Dopo l'enorme crescita degli impianti certificati tra il 2006 e il 2009, nel 2010 è stata avviata una fase di consolidamento. 
Nel 2012, invece, il numero di impianti certificati ha ripreso a crescere in parte perché gli ordini per prodotti GOTS sono aumentati in tutto il mondo, ed in parte perché applicavano la certificazione per più linee di produzione e trasformazione. 
Nel 2018 il numero di impianti certificati GOTS è aumentato del 14,6% rispetto all’anno precedente, ciò può essere attribuito al fatto che la certificazione GOTS è riconosciuta dai consumatori e dai rivenditori come uno standard che soddisfa criteri ecologici e sociali. 
Gli enti che partecipano al sistema di certificazione comprendono società di produzione, trasformazione e commercio lungo l'intera catena di approvvigionamento tessile e vanno da imprese di piccole dimensioni fino a grandi business, che producono principalmente per il Nord America, per i mercati europei e giapponesi.
Attualmente sono sedici i certificatori approvati nell'ambito del sistema GOTS, i quali garantiscono ai richiedenti l'accessibilità a livello mondiale al sistema di certificazione.

## Fondazione
Il Gruppo di Lavoro Internazionale sul Global Organic Textile Standard è costituito da quattro organizzazioni riconosciute a livello internazionale: OTA (USA), IVN (Germania), Soil Association (UK) e JOCA (Giappone).  Il punto di partenza per lo sviluppo del Global Organic Textile Standard è stata la Conferenza Intercot 2002 a Düsseldorf. Le quattro organizzazioni fondatrici di GOTS si sono assunte la responsabilità di sviluppare uno standard globale e di adattarlo ai propri programmi di "produzione locale".
L'etichetta GOTS ha beneficiato e contribuito ad una notevole crescita dell'uso di fibre organiche. Il Global Organic Textile Standard ora costituisce il punto di riferimento per una comprensione comune internazionale dei sistemi di produzione rispettosi dell'ambiente e della responsabilità sociale nel settore tessile biologico.

## Filosofia
L’obiettivo fondamentale dell'organizzazione è quello di rendere più sostenibile e salutare l’esistenza delle persone e tutelare l’ambiente. Per ottenere questo, la certificazione GOTS prevede una serie di passaggi: sviluppo e implementazione, verifica, protezione e promozione. Il Global Organic Textile Standard influenza la fase di produzione di tessuti e abbigliamento imponendo diverse norme, soprattutto riguardo alle condizioni di lavoro delle persone, l’impatto ambientale (impedendo gli OGM e non intaccando la zootecnia) e l'incentivazione dell’utilizzo di risorse biologiche.

### Sviluppo e implementazione
Lo sviluppo di GOTS implica rigidi vincoli riguardanti l’ambito ecologico e sociale, cercando comunque di rimanere in linea con la produzione in massa e in serie odierna e definendo di conseguenza i tessuti organici come materiali ottenuti da condizioni di lavoro adeguate, aventi una percentuale minima di fibre organiche (corrispondente al 70%), lavorati causando il minor danno possibile all’ambiente e sottoposti a rigide verifiche riguardo alle sostanze chimiche naturali e sintetiche.
GOTS, comunque, non è uno standard definito una volta per tutte, ma evolve costantemente nel tentativo di migliorare i processi di lavorazione del tessile. Per ottenere questo vengono create diverse partnership con aziende internazionali, insieme a tutti i soggetti che ruotano attorno all’attività di produzione di un capo, sia in maniera diretta che non, in modo da far accettare il più possibile i vincoli dello standard GOTS e ridurre le barriere degli scambi globali.
Lo sviluppo del GOTS è importante perché, con l’evoluzione sempre più rapida e globale della produzione industriale, si avverte il bisogno di conciliare il bisogno crescente di sicurezza dei consumatori (tramite la trasparenza) con una certificazione riconosciuta e condivisa a livello globale.

### Verifica
La verifica è un passaggio fondamentale per il GOTS; collaborando con professionisti nel campo della certificazione indipendente, esso riesce a rassicurare il consumatore riguardo al rispetto delle condizioni ambientali e lavorative, accrescendo quindi l’attendibilità, in quanto l’approvazione finale avviene solo dopo rigidi controlli in tutte le fasi della produzione di tessuti.

### Protezione
Quest’azione serve a mantenere alto il livello di serietà e professionalità del GOTS in quanto vengono effettuate continue indagini per trovare e sanzionare i soggetti che plagiano o fanno un uso improprio e spropositato dello standard.

### Promozione
Essendo una certificazione globale, diventa fondamentale per l’organizzazione avere una promozione capillare e, quindi, avere collaboratori che promuovano GOTS in tutto il mondo, creando cooperazione e partnership.
Come conseguenza di questi valori, l’organizzazione non si basa su una struttura gerarchica ma su una struttura piatta, che promuove la collaborazione di tutti i suoi lavoratori e riduce l’amministrazione e i suoi costi. GOTS essendo un’organizzazione no profit registrata, per la sua sopravvivenza sfrutta unicamente l’autofinanziamento.

### Scopo
GOTS ha come principale obiettivo quello di uniformare globalmente gli standard richiesti per l’approvazione della certificazione dello stato biologico dei tessuti, dalle fasi iniziali come la raccolta della fibra grezza a quelle di produzione fino all'etichettatura, rispettando l’ambiente e i lavoratori e rassicurando, così, i consumatori finali. Grazie al fatto che GOTS è riconosciuto in tutto il mondo, i trasformatori e i produttori tessili che commerciano a livello internazionale non hanno più il problema dell'utilizzo di certificazioni specifiche per entrare in diversi mercati.

### Sviluppo sostenibile
Imponendo standard rigidi e adeguati a livello sociale e ambientale, GOTS è classificabile come sostenibile e rispetta tutti i 17 obiettivi di sviluppo sostenibile delle Nazioni Unite.

## Come identificare i prodotti GOTS
Per evitare contraffazioni e assicurare affidabilità e professionalità, il riferimento e l’etichettatura di GOTS sono sviluppati in modo da garantire una verifica certa della correttezza e completezza dei prodotti aventi la certificazione.
Per utilizzare il logo GOTS su un qualsiasi prodotto tessile risulta indispensabile rispettare tutti gli adempimenti e tutti i controlli imposti dalla licenza Global Organic Tessil Standard Programme, come l’ispezione della catena di lavorazione e produzione e dei produttori B2B e il rispetto dell’applicazione dell’etichettatura sui prodotti.

### Presenza fisica di GOTS nel mondo
Ad oggi i negozi fisici al dettaglio che vendono prodotti GOTS si trovano in Germania, Austria e Svizzera, ma la lista dei Paesi verrà presto ampliata.
Grazie al Database Fornitori Certificati i consumatori possono ottenere qualsiasi informazione e risalire all’ubicazione, ai campi di operatività e ai prodotti dei fornitori di prodotti certificati GOTS.  Per essere certi della qualità e affidabilità del prodotto è fondamentale controllarlo a fondo in modo da verificare la completezza e la correttezza della certificazione.

## Certificazione
Il sistema di garanzia della qualità GOTS si basa sull'ispezione e certificazione di tutta la filiera tessile.
Affinché i prodotti finali siano etichettati come certificati GOTS, tutti gli operatori devono affrontare un ciclo di ispezione annuale.
Attraverso una serie di metodi di ispezione e documenti di certificazione rilasciati da un organismo di certificazione indipendente, si può in seguito stabilire che un prodotto, il suo trasformatore e produttore sono conformi a GOTS.
Esistono due tipi di certificazione. Scope Certificates (SCs) indica che un fornitore soddisfa tutti i criteri per poter elaborare le merci GOTS. Transaction Certificates (TCs) dimostra che le merci stesse soddisfano tutti i criteri di prodotto GOTS.

### Benefici della certificazione GOTS
- I prodotti che portano il logo GOTS contengono la garanzia dell'origine biologica del prodotto, ovvero una lavorazione responsabile dal punto di vista ambientale e sociale.[5]
- La verifica avviene tramite la certificazione di terze parti indipendenti.[5]
- Tutela della salute, della sicurezza e dei diritti dei dipendenti. I criteri sociali e il comportamento aziendale etico sono condizioni essenziali.[5]
- Gli enti certificati hanno accesso a piattaforme per raccogliere dati sul consumo di acqua ed energia (per kg di prodotto tessile).[5]
- Per la lavorazione di merci GOTS si possono usare solo prodotti chimici a basso impatto e senza sostanze dannose.[5]
- Un gran numero di prodotti può ricevere la certificazione GOTS (indumenti, tessuti, mobili, prodotti per l'igiene personale).[5]